# Sidney Herbert Ray
Sidney Herbert Ray (28 de mayo de 1858 - 1 de enero de 1939) fue un lingüista comparatista y descriptivista que se especializó en las lenguas de Melanesia.
En 1892, expuso un artículo importante, The languages of British New Guinea, ante el 9.º Congreso Internacional de Orientalistas. En ese artículo, introdujo la distinción entre lenguas austronesias y lenguas papúes de Nueva Guinea. Aunque nunca obtuvo una posición académica, y sólo estuvo empleado como maestro de escuela durante su vida, fue un enérgico investigador de campo, y participó en un cierto número de expediciones científicas.
Su primer trabajo de campo lo llevó a cabo como parte de la expedición de 1898 al Estrecho de Torres, dirigida por A. C. Haddon. En esa expedición trabajó también con W. H. R. Rivers, C. G. Seligman y Anthony Wilkin. En esa época Ray era un maestro de escuela primaria, que ya había hecho un estudio sobre las lenguas del estrecho de Torres sobre la base de publicaciones de misioneros y datos proporcionados por Haddon.

## Obra
- "A study of the languages of Torres Straits with vocabularies and grammatical notes : part 1", in:  Royal Irish Academy. Proc. Series 3, II (4) Dublin : Univ. Pr. 1893
- The Languages of British New Guinea. London 1893, Committee of the Congress. Extracted from the Transactions of the Ninth International Congress of Orien- talists, grey wrs. p. 755-770.
- A comparative vocabulary of the dialects of British New Guinea. Compil. by Sidney H. Ray, memb. Anthrop. Inst. ... W. pref. por R(obert) N(eedham) Cust. London: Soc. f. promoting Christ. Knowledge, 1895
- Richard Phillips; Sidney H. Ray (1898). "Vocabulary of Australian Aborigines in the neighbourhood of Cooktown, North Queensland". The Journal of the Anthropological Institute of Great Britain and Ireland 27: 144–147.
- "Linguistics", Band 3 der Reports of the Cambridge Anthropological Expedition to the Torres Straits  (1907)
- "Polynesian Linguistics." in: Journal of the Polynesian Society, 1917, 26 (101): 134-43 (parte de una serie.)
- "The Polynesian Languages in Melanesia." in: Anthropos, 1919-20, 14/15(1/2/3:146-96).
- A comparative study of the Melanesian Island languages. Cambridge [u.a.] : Univ. Press [u.a.], 1926

## Archivo
Los artículos de Sidney Herbert Ray (PP MS 3) se conservan entre los SOAS Archives 
- Datos: Q596338